# Landschaft mit der Flucht nach Ägypten

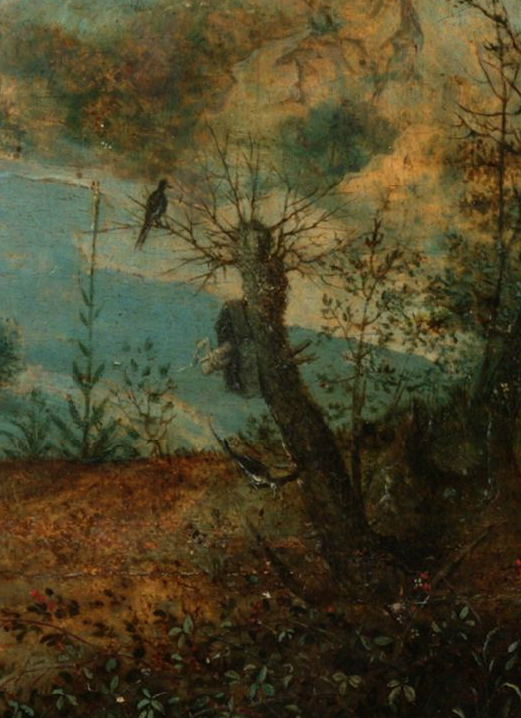
Aus dem Wegtabernakel stürzender Götze

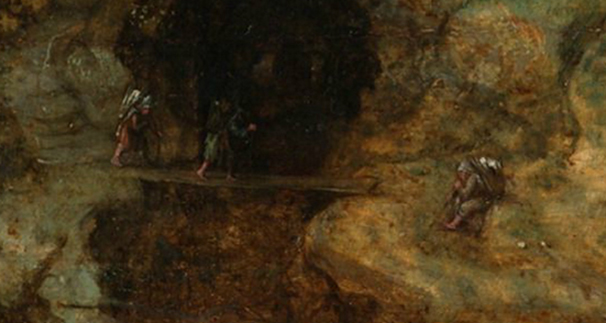
Drei Wanderer

Landschaft mit der Flucht nach Ägypten ist ein 1563 entstandenes Gemälde Pieter Bruegels des Älteren. Das Ölgemälde auf Holz zählt zu den Überschaulandschaften des Künstlers und befindet sich in der Courtauld Gallery in London. Die Maße betragen 37,1 × 55,6 cm.

## Inhalt und Aufbau
Eine schroffe Gebirgslandschaft öffnet sich zu einem Flusstal mit Feldern, Fluren, einer Burg und einer Stadt. Dahinter liegt ein Meer oder See. Der Übergang von der Nähe in die Ferne ist am linken Bildrand in mehrere Raumschichten gestaffelt. Der Vordergrund ist dunkel bräunlich gehalten, der Mittelgrund grün und die Ferne bläulich, damit erhöht der Künstler den Eindruck der Tiefenwirkung. Auf dem bühnenartigen Vordergrund durchqueren Wanderer von rechts nach links das Bild: Der Mann wendet dem Betrachter den Rücken zu und die Frau im roten Umhang mit Kind nutzt einen Esel als Reittier. Hinter ihnen fällt das Gelände steil ab. Im weiteren Verlauf des Weges sind links unten drei weitere Personen zu sehen. Zwei davon überqueren eben einen Abgrund auf einem behelfsmäßigen Brett oder Baumstamm.

## Deutung
Es handelt sich um eine bruegelsche Überschaulandschaft in Nachfolge der Weltlandschaften Joachim Patiniers. Die Personen im Vordergrund sind der heilige Josef und die Jungfrau Maria mit dem Jesuskind. Es ist eine Darstellung der Flucht nach Ägypten, dies wird durch ein eher unscheinbares Detail nahe der rechten unteren Ecke deutlich, denn dort stürzt ein Götze aus einem Wegtabernakel. Das apokryphe Pseudo-Matthäus-Evangelium berichtet, dass 365 Götterstatuen in einem Tempel allein durch die Anwesenheit des kindlichen Jesus gefallen wären. Ähnlich die Legenda Aurea, die sagt, dass in jedem ägyptischen Tempel zerbrochene Götzenbilder lagen. Bruegel malt allerdings weder einen Tempel noch eine biblische Landschaft, sondern verlegt das Geschehen komplett in seine Zeit und eine alpine Umgebung. Der Weg durch das Hochgebirge ist, so wie der durch die Wüste, nur unter Entbehrungen und Gefahren zu bewältigen. Ähnlich verfuhr er später im Ölgemälde Die Bekehrung des Paulus (1567).

## Geschichte und Signatur
Das Gemälde war im 16. Jahrhundert im Besitz Antoine Perrenot de Granvelles, eines Ministers Margarete von Parmas, der Generalstatthalterin der habsburgischen Niederlande. Seit 1978 gehört es zur Sammlung des Courtauld Gallery in London. Es ist rechts unten mit „BRVEGEL MDLXIII“ signiert.